# Quinn Shephard
Pour les articles homonymes, voir Shephard.
Quinn Shephard, née le 28 février 1995 à New York (États-Unis) , est une actrice, scénariste, réalisatrice et productrice américaine. Elle est surtout connue pour son rôle dans la série télévisée Hostages.

## Carrière
Sa carrière d'actrice à Hollywood décolle lorsqu'elle obtient un rôle dans le long métrage Enfants non accompagnés de Paul Feig en 2006.
Elle a par la suite obtenu des rôles dans des séries comme Hostages et Person Of Interest.
Quinn est également scénariste et productrice. Son premier scénario pour son propre long métrage appelé Blame a été sélectionné comme finaliste pour le Sundance Screenwriters Lab en 2014
En 2015, elle a co-produit et écrit son premier court métrage Till Dark  avec sa sœur Laurie.

## Filmographie
Sauf indication contraire, les informations mentionnées dans cette section peuvent être confirmées par la base de données cinématographiques IMDb,  présente dans la section « Liens externes ».

### Comme Actrice

#### Cinéma
- 2000 : Harrison's Flowers : Margaux Lloyd
- 2004 : From Other Worlds : Linda Schwartzbaum
- 2006 : Enfants non accompagnés : Donna Malone
- 2008 :  Assassinat d'un président : Eye Patch Girl
- 2016 : Windsor : Kat
- 2016 : Blame : Abigail Grey
- 2016 : Sweet, Sweet Lonely Girl : Beth
- 2018 : Come as You Are (The Miseducation of Cameron Post) de Desiree Akhavan : Coley Taylor
- 2018 : Midnight Sun : Morgan

#### Séries télévisées
- 2011 : New York, unité spéciale (saison 13, épisode 9) : Emma Butler
- 2012 : Made in Jersey (saison 1, épisode 8) : Kate Garretti
- 2013 : Hostages : Morgan Sanders
- 2013 : The Blacklist (saison 1, épisode 17) : Abby Fisher
- 2014 : Believe (saison 1, épisode 11) : Sasha Ferrel
- 2014 : Person of Interest (saison 4, épisodes 2-15) : Claire Mahoney
- 2018 : Bull (saison 3, épisode 7) : Tally North

### Comme scénariste et productrice
- 2015 : Till Dark
- 2016 : Blame

### Comme réalisatrice
- 2022 : Not Okay

## Nominations
- 2007 : Young Artist Awards : Meilleure jeune actrice[4]
- 2015 : Garden State Film Festival : L'étoile montante